# Ernst Rüdiger von Starhemberg
Heinrich Ernst Rüdiger von Starhemberg gróf (Graz, 1638. január 12. – Vösendorf, Alsó-Ausztria, 1701. január 4.); a Starhemberg család grófi ágának tagja, osztrák főnemes, császári tábornok. Katonai ismereteit és hadvezéri tapasztalatait Raimondo Montecuccoli mellett, az 1660-as években a magyarországi és erdélyi hadjáratokban, majd 1673-tól a francia–holland háborúban szerezte. 1680-tól Bécs városparancsnoka, az 1683-as török ostrom idején a főváros védőinek parancsnoka. Tábornagyi rangban részt vett Buda visszafoglalásában és török elleni magyarországi hadjáratban. 1691-től a bécsi Udvari Haditanács elnöke. Régi magyar nyelvű forrásokban gyakran Starhemberg Ernő néven említik.

## Élete

### Származása, családja
Felső-ausztriai eredetű, ősi nemesi családból származott. Őseit, oklevelekkel igazolhatóan Adalbertig, Enns várgrófjáig († 1088) tudta visszavezetni. A Starhemberg család nevének első okleveles említése 1240-ből való. A Starhembergek a Bécs városában legrégebben polgárjogot nyert nemesi családok közé tartoztak. Katonaként szolgálták Ausztria főhercegét és a császárt. 1529-ben, Bécs első török ostroma idején Ernst Rüdiger gróf egyik őse, Hanns Starhemberg védelmezte „Óperenciát”, azaz Felső-Ausztriát Szulejmán portyázó hadaitól. Egy másik Starhemberg-fiú, Erasmus (1493–1560) a város védőinek soraiban harcolt.
Heinrich Ernst Rüdiger von Starhemberg 1638-ban Grazban született. Édesapja Konrad Balthasar von Starhemberg gróf (1612–1687) volt, aki a harmincéves háború során az 1634-es nördlingeni csatában harcolva megsebesült, ezért III. Ferdinánd császár német-római birodalmi grófi méltósággal (Reichsgrafenstand) ruházta fel. Édesanyja Anna Elisabeth von Zinzendorf bárónő (Freiin von Zinzendorf, 1610–1659) volt, Zelking bárójának özvegye, akit a háborúból hazatért Konrad Balthasar gróf 1635-ben vett feleségül Bécsben. A szülők házasságából született gyermekek:
- Heinrich Ernst Rüdiger (1638–1701), császári tábornagy, 1683-ban Bécs védelmezője, 1691-től a Haditanács elnöke,
- Maximilian Lorenz (1640–1689), császári tábornagy, Mainz ostrománál esett el.

Apja megözvegyülvén ismét megnősült. 1660-ban Katharina Franziska von Cavriani grófnőt (1610–1716) vette feleségül, tőle két fia született, Ernst Rüdiger féltestvérei:
- Franz Ottokar (1662–1699)
- Gundaker Thomas (1663–1745), pénzügyi szakember, az Udvari Kamara elnöke.[6]

### Ifjúsága, pályakezdése
Ifjúkoráról és katonai pályájának kezdeteiről keveset tudunk. Gyermekéveit és serdülőkorát Grazban, a szülői házban töltötte. Tanulmányait jezsuiták felügyelete alatt végezte, ennek sikeres befejezése után – a kor szokása szerint – tapasztalatszerző és bemutatkozó körútra indult az európai királyi és hercegi udvarok között. Ezt Cavaliertour-nak, „lovagi utazásnak” nevezték.
I. Lipót osztrák főherceg kamarása lett. E hivatali minőségében először Frankfurtban jelent meg nyilvánosan, 1568-ban, Lipót császárrá választásának és koronázásának ünnepségein. Állami szolgálatba állt, Alsó-Ausztria tartományi tanácsos (Landrath) azután az alsó-ausztriai ezred tanácsnoka (Regimentsrath) lett.
1659-ben unokafivérének, gróf Reichard von Starhemberg tábornagynak ezredében önkéntesként részt vett Stettin ostromában, de még néhány évig állami tisztviselői szolgálatban maradt. 1663-ban a felső-ausztriai Mühlviertel rendjeinek főbiztosaként szolgált Leonfeldenben, de az újabb török háború kitörésekor elhagyta a civil pályát, katonának állt, és élete végéig fegyverrel szolgálta uralkodóját.

### Első házassága
Heinrich Ernst Rüdiger von Starhemberg gróf kétszer nősült. Első házasságát 20 éves korában, 1658. december 7-én kötötte. Távoli rokonát, Helena Dorothea von Starhemberget (1634–1688) vette feleségül. Hat gyermekük született:
- Reichard (*/† 1691), kisgyermekként meghalt.
- Elisabeth Susanna, (1660-1683), aki 1680-ban Hieronymus von Thurn-Valsassina grófhoz († 1720) ment feleségül.
- Heinrich Balthasar (*/† 1686), kisgyermekként meghalt.
- Maria Katharina, (1663–1743), aki 1686-ban Otto Heinrich von Hohenfeld gróf (1645–1719) felesége lett.
- Raimund Gundacker Anton Gottfried, (*/† 1671), kisgyermekként meghalt.
- Maria Gabriela Barbara (1673–1745), aki háromszor ment férjhez (1685-ben Stanislaus Wesselhez, 1692-ben Franz Karl von Dünewald grófhoz, végül 1694-ben Maximilian Siegmund von und zu Trauttmansdorff-Weinsberg grófhoz (1668–1732).

### Magyarországi és erdélyi hadjáratokban
Az 1663–64-es Habsburg–török háború során Ernst Rüdiger von Starhemberg századosi rangban szolgált Raimondo Montecuccoli tábornagy hadseregében, és századával részt vett az 1664-es magyarországi és erdélyi hadjáratokban. Kanizsa ostrománál és a szentgotthárdi csatában bizonyította parancsnoki rátermettségét és személyes bátorságát. A szentgotthárdi csatát eldöntő támadásban, amelyet Hohenlohe tábornok javasolt, és Sparr gróf a brandenburgi kontingens élén hajtott végre, Starhemberg személyesen vezette rohamra a császári gyalogságot. Alezredessé léptették elő, majd a tokaji és a szatmári vár katonai parancsnokává nevezték ki. A vár német őrsége nem kímélte a környék lakosságát. Sarcolásaik miatt Szatmár vármegye már 1668-ban bepanaszolta a szatmári vár őrségét Nádasdy Ferenc országbírónál, kérve (hiába) hogy cseréljék magyarra a várőrséget. 1669-ben a közeli Aranyosmeggyes várőrsége, Lónyai Anna várúrnő felbiztatására rajtaütött a rekvirálásra induló szatmári császári katonákon és felkoncolta őket. Még 1669-ben Starhemberget ezredessé léptették elő, és megkapta az 1668-ban elhunyt von Sparr gróf korábbi ezredének parancsnokágát.
1670. április 7-én, a Wesselényi-összeesküvés lelepleződésével egy időben, a felső-magyarországi felkelés kirobbantásának keretében I. Rákóczi Ferenc egy lakoma közben elfogatta és fogságba vetette Starhemberget és tisztjeit. Az elfogottakat Rákóczi hosszú időn át vasra verve tartotta, csapatai közben megostromolták a tisztikar nélkül maradt Tokaj várát, de bevenni nem tudták.

### A francia–holland háborúban
Starhemberg ezredes Montecuccoli tábornagy hadseregével együtt részt vett a francia–holland háború harcaiban, miután Lipót császár felmondta a XIV. Lajosnak ígért semlegességét, és 1673-ban megkötötte a négyes szövetséget Spanyolországgal, Orániai Vilmos holland helytartóval, IV. Károly lotaringiai herceggel (később a Brandenburgi Választófejedelemséggel is), és 1674 nyarán összbirodalmi háborút (Reichskreig) hirdetett Franciaország ellen. Turenne marsall erre új fronton támadott, a Rajna mentén a Pfalzon át Elzászig. Montecuccoli császári hadereje itt vonult fel, és megakadályozta a franciák további előnyomulását. Starhemberg e hadjárat számos csatájában küzdött. Kemény helytállásával dicséretet szerzett Bonn ostrománál.
1674. június 16-án Starhemberg Lotaringiai Károly seregében harcolt a sinsheimi csatában. Augusztus 11-én a seneffei csatában kitűnt bátorságával, és 1675-ben vezérőrnaggyá (General-Feldwachmeister) lépett elő. 1675. július 27-én Turenne és Montecuccoli csapatai a Rajna jobb partján, a badeni Sasbachnál találkoztak, a sasbachi csatában (más néven altenheimi csatában) Starhemberg ismét kitűnt körültekintő és határozott parancsnoki ténykedésével, bár maga megsebesült. (Turenne marsall a csetepatéban elesett, de csapatai győzelmet arattak). Néhány nap múlva, július 31-én a közeli Wilstätt erődje elleni rohamban Starhemberg a bástyafalon ütött résen át benyomult csapataival a városba. Helytállt a szomszédos Goldschauernél vívott csatában is. Érdemeiért altábornagyi rangra emelték.
1675–1676 telét Starhemberg Bécsben és Linzben töltötte. A Haditanács kikérte véleményét az 1676-ra tervezett hadműveletekről. 1676 májusában Philippsburg ostrománál az ostromművek létesítését irányította. Előretolt sáncokat építtetett, lerombolta a francia hajóhidat, megszakítva a védők utánpótlását. Július 25-én ismét megsebesült a karján. A franciák végül feladták az erődöt.
1677–1678-ban ismét Lotaringia hercegének hadseregében harcolt a franciák ellen. 1678. július 6-án a rheinfeldeni csatában vereséget szenvedett a dél felől előretörő Créquy marsall túlerőben lévő seregétől. Elveszítette a hídfőállást, súlyos veszteségeket szenvedett, ennek ellenére sikerült rendben visszavonnia csapatait és lerombolnia Rajna-hidat, megakadályozva ezzel a francia betörést badeni területre.

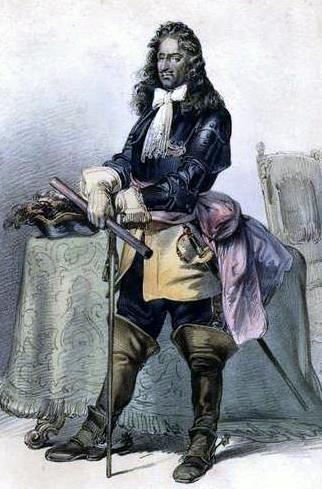
Starhemberg altábornagy 1683-ban.
(Franz Gerasch műve)

### Bécs védőinek parancsnoka
1680-ban I. Lipót császár Bécs városparancsnokává nevezte ki. Alig 20 000 emberrel rendelkezett. vele szemben az Oszmán Birodalom és csatlós államai (köztük Thököly Imre) mintegy 120 000 katonát vonultattak fel az ostromhoz, Kara Musztafa pasa, nagyvezír parancsnoksága alatt. A város körüli ostromgyűrű 1683. július 14-én bezárult.
A nagyvezír kapitulációra szólította fel Starhemberget, aki július 15-én elutasította a felhívást. Szilárdan bízott az I. Lipót császár által szervezett európai felmentő haderők megérkezésében, valamint a másfélszáz évvel korábbi, 1529-es első török ostrom óta jelentősen megerősített és korszerűsített városfalak erejében. Személyesen járta a bástyákat, szervezte a védelmet, irányította a harcot. Július 25-én egy bombaszilánktól maga is megsebesült, de hordágyon kivitette magát a bástyákra, hogy bátorítsa katonáit. Augusztus 7–15. között vérhasban megbetegedett, de szervezete legyűrte a kórt, és talpra állt. Ha kellett, felmászott a Stephansdom tornyába, onnan figyelte az ellenséges hadmozdulatokat, hogy megfelelő ellenintézkedéseket tehessen.
A császár, a lengyel király, a bajor és szász választófejedelem és Velence szövetsége azonban gyenge lábakon állt, a felmentő sereg érkezése egyre késett. Ez időt adott a török aknászoknak, hogy hosszú föld alatti robbantófolyosóikkal az erődfalak alá érjenek, és a falakat nagy erejű aknák felrobbantásával rombolják. A védők számos ellenaknát fúrtak, föld alatti támadásokat indítottak a török aknászok ellen. A felmentő sereg csak szeptember elején jelent meg a Bécsi-erdőben. A város védőit ekkor már csak néhány nap választotta el a vereségtől. A török hadvezetés rosszul osztotta meg erőit a két front között. 1683. szeptember 12-én a keresztény koalíció 80 000 katonája, Lotaringiai Károly herceg és III. (Sobieski) János lengyel király vezetésével Bécs határában, a törökök által őrizetlenül hagyott Kahlenberg hegy felől támadást intézett az ostromló oszmán sereg ellen, és a kahlenbergi csatában tönkreverte azt, elfoglalva a nagyvezír táborát is. Kara Musztafa csak a Schwechat folyó mögött tudta összeszedni menekülő csapatait, innen Győrbe vonult vissza. A súlyos következményekkel járó hadvezetési hibáért a szultán decemberben kivégeztette a nagyvezírt.
Ernst Rüdiger von Starhemberg grófot maga a császár nyilvánosan, ünnepélyesen átölelte és Bécs megmentőjeként méltatta. Nagyértékű gyűrűt ajándékozott neki, amely 100 000 tallért ért. Tábornaggyá (Feldmarschall) és titkos tanácsossá nevezte ki, államminiszteri méltóságra emelte. Megadta neki azt a jogot, hogy családjának címerébe beemelje a győzelemre utaló jelképeket: a bécsi Szent István székesegyház tornyának, a Stephansturmnak képét, egy levágott törökfejet és a császár nevének kezdőbetűjét. A hálás alsó-ausztriai rendektől Starhemberg egy 17 000 gulden értékű, gyémántokkal díszített marsallbotot, a felső-ausztriai (ob der Enns) rendektől arannyal és drágakövekkel borított díszes sétapálcát kapott. Bécs város magisztrátusa 2000 dukátot adományozott neki, és családjának tagjait örök időkre mentesítette minden városi adó és illeték kötelezettsége alól. II. Károly, Spanyolország királya az Aranygyapjas renddel tüntette ki. XI. Ince pápa személyes levélben fejezte ki köszönetét és csodálatát. A győzelem emlékére érmeket verettek Starhemberg és a többi hadvezér arcképével.

### További harcai a török ellen
Császári hadvezérként Starhemberg részt vett a Magyarország felszabadítását célzó császári hadjáratokban. Már 1683. szeptember 25-én elhagyta Bécset és a császári gyalogság parancsnokaként Magyarországra vonult. Október 9-én harcolt a párkányi csatában. 1684 tavaszán Lotaringiai Károly fővezér egy császári hadsereggel, a Szent Liga támogatásával Buda elfoglalására indult. Bár maga Starhemberg ellenezte a tervet, amelyet elhibázottnak és megalapozatlannak tartott. Amikor a haditanács mégis megindította a hadjáratot, Starhemberg kész volt ismét hadba vonulni a gyalogság parancsnokaként. A vállalkozás sikeresen indult. Visegrádot és Esztergomot bevették, július 27-én Ernst Rüdiger öccse, Maximilian Lorenz von Starhemberg tábornok nagyobb csatát nyert Vác alatt.
Buda alatt Starhemberg a tőle megszokott aktivitással harcolt. Több támadást maga vezetett személyesen. Július 19-én a falakon ütött résen át 6000 katona élén rohammal betört a Vízivárosba, katonái 1000-nél több törököt öltek meg. Mivel régóta köszvény kínozta, gyakran hordszékben vitette magát az első vonalakba. Betegsége, és a fővezérrel való ellentéte miatt végül engedélyt kért a császártól, hogy elhagyhassa a ostromló tábort. Október elején megkapta az engedélyt, Bécsbe utazott, és ismét kinevezték városparancsnokká. Buda 1684-es ostroma kudarcba fulladt, a rátarti Lotaringiai Károly ezért paradox módon Starhemberget tette felelőssé. A két hadvezér viszonya súlyosan megromlott.
A haditanács azonban Starhemberg véleményét fogadta el, és olyan döntést hozott, hogy Buda vára nem afféle „fészek”, amely menetből kifüstölhető, hanem „erősség”, amely szabályos ostromtervet és jól megszervezett hadműveletet igényel. Két évi előkészület után, 1686-ban megindították a Buda visszafoglalását célzó sikeres hadjáratot, Starhemberg gróf ebben is részt vett, mint a császári gyalogság parancsnoka. Katonáival felderítő vállalkozásokat és rohamokat vezetett, egy ilyen akció során, július 31-én súlyosan megsérült, bal kezét lövés találta el, egyik ujját amputálni kellett. Harci bevetést ezután már nem vezetett, parancsnoki tisztségét le kellett tennie. Buda bevétele után, 1686 októberében az Udvari Haditanács (Hofkriegsrat) alelnökévé nevezték ki.

### Második házassága
Első felesége, Helena Dorothea grófné 1688-ban meghalt. Az 58 évesen megözvegyült Starhemberg tábornagy 1689. május 14-én Bécsben ismét megnősült. Második felesége a 20 esztendős Maria Josepha Jörger zu Tollet grófnő (1668–1746) lett. A második házasságból 5 gyermekük született, de csak ketten érték meg a felnőttkort:
- Helena Antonia (kb. 1690–?), aki Karl Ferdinand von Welz báró felesége lett.
- Maria Antonia (1692–1742), aki 1714-ben Franz Anton von Starhemberg grófhoz (1691–1743) ment feleségül.
- Maria Anna (1693–1694), kisgyermekként meghalt.
- Gabriele (1696–1697), kisgyermekként meghalt.
- Josefa (kb. 1698–1701), gyermekként meghalt.

### Utolsó évei
1691. október 2-án a császár Starhemberget a Haditanács elnökévé nevezte ki, e minőségében a Habsburg-haderő újjászervezését kapta feladatul. Starhemberg korszerűsítette az egész haderőt, átszervezte annak vezetési struktúráját. Megnövelte a tüzérségi fegyvernem erejét, és súlyát a többi fegyvernemhez képest. Az augsburgi liga háborúja végén, 1696-ban Starhemberg tábornagy azt javasolta a császárnak, hogy a török elleni újabb hadjárat fővezérévé az itáliai (savoyai) hadszíntérről 1696-ban visszatérő Savoyai Jenő herceget nevezze ki. 1697-ben a herceg megsemmisítő vereséget mért a törökökre a zentai csatában, ennek nyomán a Habsburg Birodalom 1699-ben kikényszeríthette a karlócai békeszerződést, amely az Oszmán Birodalom magyarországi, erdélyi és szlavóniai hatalmának végét jelentette. A békekötés értelmében Starhemberg végleg megszabadult másik régi ellenfelétől, Thököly Imrétől is, aki Kara Musztafa szövetségeseként részt vett Bécs 1683-as ostromában. A birodalom keleti határai biztosítva voltak, az osztrák Habsburgok teljes figyelmüket a spanyol örökségért folyó hatalmi vetélkedésre fordíthatták.

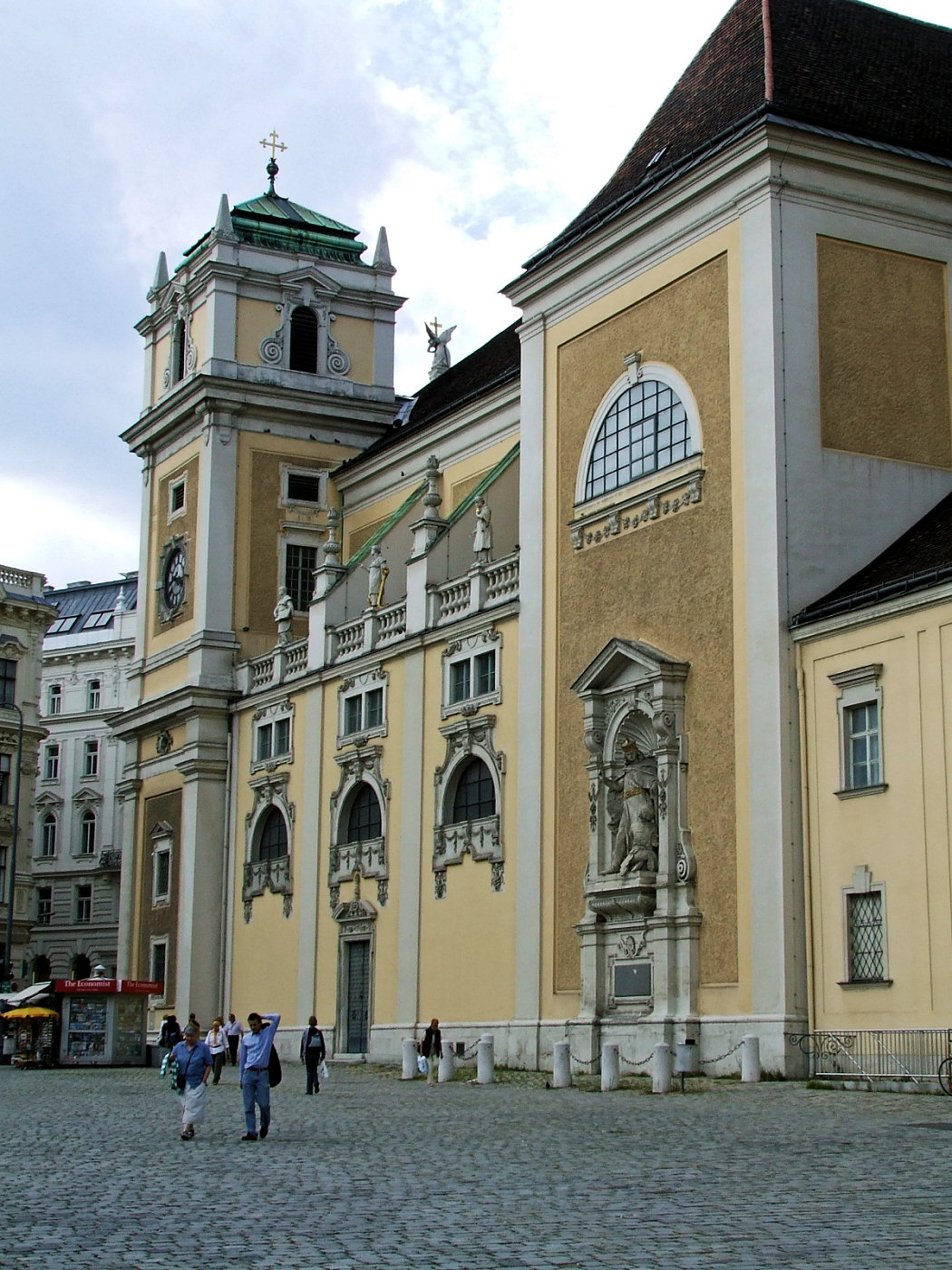
Nyughelye, a bécsi Schottenkirche

### Elhunyta
Ernst Rüdiger von Starhemberg tábornagy 1701. január 4-én hunyt el Bécs mellett, Vösendorfban. A török ostrom után helyreállított bécsi Skót-templom (Schottenkirche) kriptájában temették el, II. Henrik osztrák herceg nyughelye közelében. 1725-ben Joseph E. Fischer von Erlach (1693–1742) díszes rokokó síremléket tervezett részére, amely ma is látható. Sírfelirata részletesen méltatja életművét, a birodalom védelmében és a császár szolgálatában 40 éven át kifejtett tevékenységét, hadvezetési és hadszervezési érdemeit.
Özvegye, Maria Josepha grófné 1707-ben feleségül ment elhunyt férjének ifjabb féltestvéréhez, Gundaker Thomashoz.
Ernst Rüdiger unokaöccse, Guido von Starhemberg (1657–1737) szintén a császári hadseregben szolgált, adjutánsaként követte Ernst Rüdigert a hadjáratokban. Guido gróf később a Rákóczi-szabadságharc elleni császári hadműveletekben szerzett hírnevet.

## Emlékezete
Ausztria későbbi történetírásában Ernst Rüdiger von Starhemberg tábornagyot gyakran nevezték „Ausztria és a nyugati világ (»Abendland«) megmentőjének”. Személyét a 20. században, az ausztrofasizmus előretörésekor a nemzeti propaganda eszközeként használták fel. A tábornagy egyik kései leszármazottja, a hasonló nevű Ernst Rüdiger von Starhemberg herceg (1899–1956), konzervatív politikus, a Heimwehr egyik vezére volt, 1934–1936 között az Osztrák Köztársaság alkancellárja is lett.
- A bécsi Hadtörténeti Múzeumban (Heeresgeschichtliches Museum) kiállítása részletesen bemutatja Bécs török ostromának és a kahlenbergi felmentő csatának dokumentumait, emlékeit,[13] köztük Starhemberg tőrét, és egy neki tulajdonított mellvértet.[14] A múzeumban, a Hadvezérek csarnokában, felállították carrarai márványból faragott életnagyságú szobrát is.
- 1862-ben Bécs Margareten városrészében (ma: Bécs 5. kerülete) utcát neveztek el róla (Rüdigergasse), majd 1938-ban Wieden városrészében (ma: Bécs 4. kerülete) is utcát kapott (Graf-Starhemberg-Gasse).
- Bécsben több Starhemberg-palota is őrzi a család nevét.[15]